# Cassandra Harris
Cassandra Harris, geboren als Sandra Colleen Waites (Sydney, 15 december 1948 - Los Angeles, 28 december 1991) was een Australische actrice.

## Levensloop en carrière
Harris begon haar carrière onder de naam Sandra Gleeson. Ze begon in 1964 in het theater in Boeing Boeing. Haar grootste rol speelde ze in 1981 in de James Bond-film For Your Eyes Only. Tijdens deze film ontmoette haar derde echtgenoot, Pierce Brosnan, de producer Albert R. Broccoli. Brosnan zou in 1995 de rol van James Bond op zich nemen.
Harris overleed in 1991 aan eierstokkanker.

## Filmografie (selectie)
- The Greek Tycoon, 1978
- Rough Cut, 1980
- For Your Eyes Only, 1981
- Remington Steele, 1982-1985